# Gibraltar sund

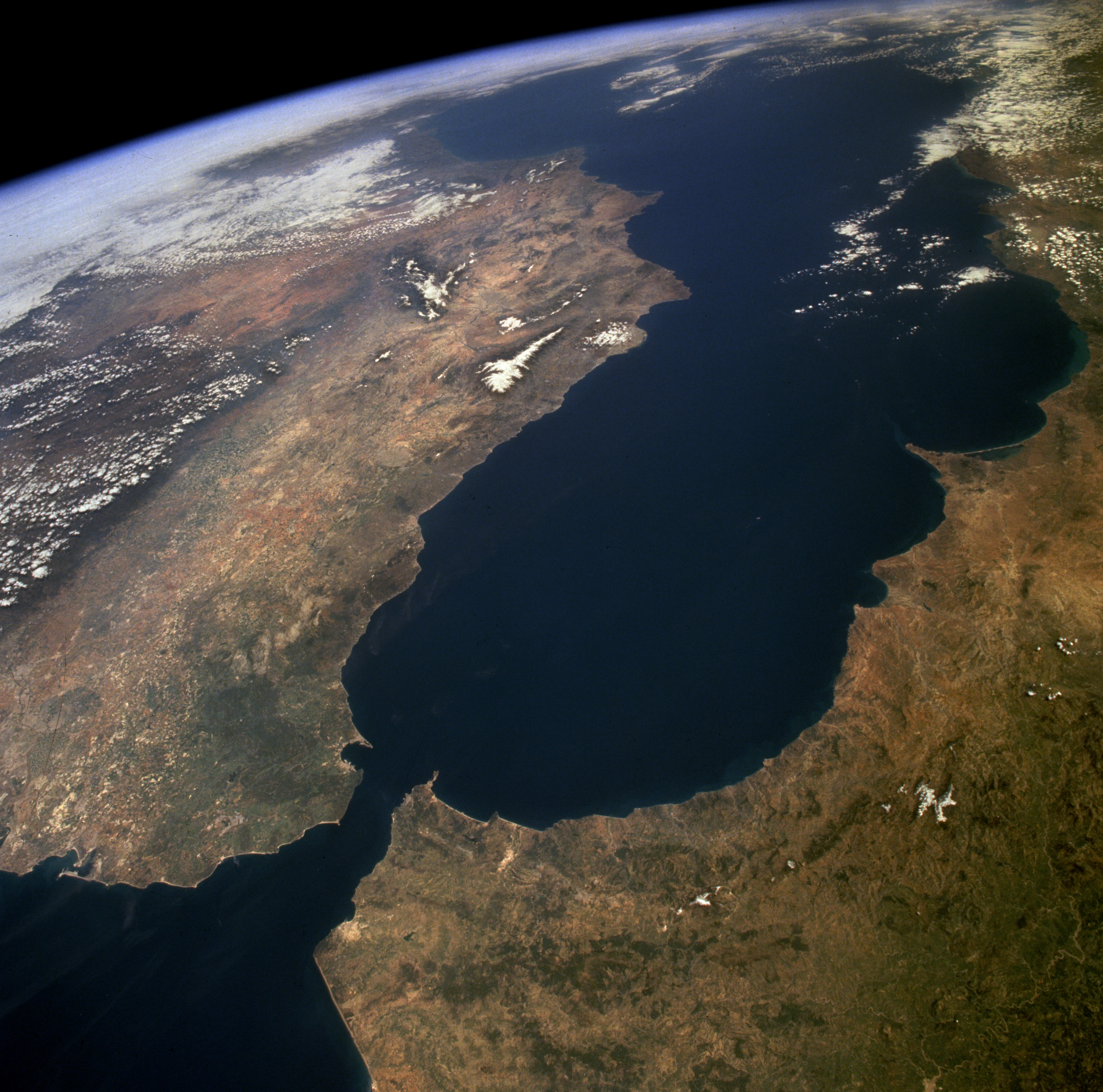
Satellitbild över Gibraltar sund.

Gibraltar sund (engelska: Strait of Gibraltar; arabiska: مضيق جبل طارق; spanska: Estrecho de Gibraltar) är ett sund som sammanbinder Atlanten med Medelhavet. Det är ungefär 60 kilometer långt. Bredden är mellan 14 och 44 kilometer och djupet 286 meter. Kustlinjerna i norr tillhör Spanien och Gibraltar (Storbritannien). På den afrikanska sidan ligger Marocko och det spanska territoriet Ceuta.

## Geologisk historia
Medelhavet utgör liksom Svarta havet och Kaspiska havet en rest av Tethyshavet som under jordens geologiska medeltid (mesozoikum) skilde nord- och sydkontinenterna åt; under de senaste cirka 20 årmiljonerna har ett sund på platsen för nuvarande Gibraltar sund, eller relativt nära, varit dess enda utlopp mot väster. Sundet utgör dock en del av Gibraltarbågen och geologiska processer har ändrat höjdförhållandena. Under messina-tiden, för cirka 6,0–5,3 miljoner år sedan, var innanhavet flera gånger helt torrlagt eftersom Gibraltar sund hade skjutits upp över den tidens vattennivå, vilket ledde till Messiniska salinitetskrisen, då vattnet dunstade bort i det tropiska klimatet och Medelhavsbäckenet förvandlades till stekheta saltöknar.
Vid zancle-tidens början, för cirka 5,33 miljoner år sedan, bröt havet in genom Gibraltarsundet. Sundet väntas stängas igen i framtiden, kanske om några miljoner år, när de eurasiatiska och afrikanska kontinentalplattorna rört sig så mycket emot varandra att Iberiska halvön möter Afrikas nordvästspets.

## Historia
Under antiken kallades klipporna som står på var sin sida om sundet Herakles stoder.
Njörvasund, Norvasund, Nǫrvasund eller Njǫrvasund är den medeltida benämningen på Gibraltar sund i västnordisk litteratur. Ordet Nörvasund, även försvenskat Narvasund, förekommer bland annat i skaldediktningen och i kungasagorna. Namnet betyder det "smala sundet" (jfr. eng. narrow). En alternativ betydelse av namnet Nörvasund är att Oden även kallades för Nörr, "Nattens fader", och då skulle det betyda Odens sund.

## Kommunikationer
Varje dag passerar omkring 300 handelsfartyg genom sundet. Vattnet strömmar åt båda hållen i sundet, men nettoflödet går mot Medelhavet. Det går bilfärjor över sundet, ett antal per dag, på flera linjer. En spansk-marockansk utredning har diskuterat att anlägga en tunnel under sundet, i första hand en järnvägstunnel.